# Katarinensisch
Das Katarinensische ist eine Variante oder ein Dialekt des Deutschen, der im Staat Santa Catarina in Brasilien gesprochen wird, ohne irgendwo Amtssprache zu sein. Die Bezeichnung katarinensisch wird verwendet, um auf den Staat, wo dieser Dialekt erstmalig erwähnt wurde, hinzuweisen. Heutzutage wird dieser Dialekt durch das Erlernen der Deutschen Sprache oder des Riograndenser Hunsrückisch bedroht, wobei letzteres in der Gemeinde Antonio Carlos, zusätzlich zum Portugiesischen kooffiziellen Status besitzt. Stand 2008 gab es gut 200.000 Sprecher des Katarinensischen. Es hat nicht nur eine linguistische und geografische Nähe zum Riograndenser Hunsrückisch. Dieses hat sowohl in Brasilien als auch in Lateinamerika die größte Anzahl von Sprechern. Katarinensisch gehört zur Gruppe der Dialekte, die das brasilianische Deutsch ausmachen, und wird hauptsächlich von einer Gruppe von Katarinensern deutscher Herkunft gesprochen.
Neben Katarinensisch werden im Landesinneren von Santa Catarina auch andere Dialekte des Deutschen gesprochen, wie das österreichisch-bayerische Tirolerisch in der Stadt Treze Tilias, die als brasilianisches Tirol bekannt ist. Dort ist der Unterricht von Standarddeutsch in den Bildungseinrichtungen der Gemeinde obligatorisch.
In der Mikroregion des äußersten Westens von Santa Catarina hingegen werden auch einige Kombinationen aus Spanisch und brasilianischem Portugiesisch, das so genannte Portuñol, gesprochen. Dies ist an der Grenze zu Argentinien.